# Alyssum serpyllifolium
Alyssum serpyllifolium es una especie de plantas fanerógamas de la familia de las brasicáceas; algunas subespecies (ssp. pintodasilvae, ssp. malacitanum) son capaces de acumular níquel en grandes cantidades en sus tejidos aéreos (hiperacumuladoras) y pueden aplicarse en la fitoextración natural de níquel.

## Descripción
Es una planta perenne, leñosa, de color grisáceo. Las hojas son redondeadas en el ápice y cubiertas de pelos estrellados. Las flores se reúnen en racimos terminales, tienen los pétalos amarillos de 2-3 mm. Cuando maduran forman frutos lenticulares que contiene una semilla por lóculo.
Distribución geográfica
Es endémica de Argelia y de Marruecos y en Europa, en Francia, Portugal y España.
Hábitat
Se encuentra en lugares pedregosos, roquedos, matorrales poco densos y tomillares sobre sustrato calizo. Las subespecies hiperacumuladoras de Ni, se localizan en suelos ultramáficos (serpentiníticos).

## Taxonomía
Alyssum serpyllifolium fue descrita por René Louiche Desfontaines  y publicado en Flora Atlantica 2: 70. 1798.
- Alyssum serpyllifolium descrito por M.Bieb. es Alyssum tortuosum de Waldst. & Kit. ex Willd.

Etimología
Ver: Alyssum#Taxonomía
serpyllifolium: epíteto latíno que significa "con las hojas como Thymus serpyllum".
Sinonimia
Sinonimia
- Alyssum jordani (Rouy & Foucaud) P.W.Ball & Heywood
- Alyssum malacitanum (Rivas Goday) T.R.Dudley
- Alyssum pintodasilvae T.R. Dudley
- Alyssum pyrenaicum (Jord. & Fourr.) Nyár.
- Odontarrhena castellana Jord. & Fourr.
- Odontarrhena murcica Jord. & Fourr.
- Odontarrhena pyrenaica Jord. & Fourr.[6]
- Adyseton nebrodense Sweet
- Adyseton serpyllifolium (Des.-Shost.) Sweet
- Alyssum murcicum Jord. ex Nyman
- Alyssum pyrenaicum (Jord. & Fourr.) Nyár.[7]

Nombres comunes
- Castellano: broqueletes blanquecinos.[6]

## Estudios
- Se llevaron a cabo experimentos sobre la tolerancia y la absorción de níquel por tres subespecies ibéricas de Alyssum serpylliforium Desf. Dos de estas subespecies, la ssp lusitanicum de Bragança, Portugal y ssp. malacitanum de Málaga, España, son hiperacumuladores (> 1000 μg / g en material seco) de níquel. Su posible antepasado, ssp. serpyllifolium (de Granada, España) no fue un acumulador de este elemento.[8]

- Estudio de la capacidad de solubilización de níquel y caracterización de rizobacterias aisladas de subespecies de hiperacumulación y no hiperacumulación de Alyssum serpyllifolium. Las cepas bacterianas fueron aisladas de la rizosfera de tres poblaciones del hiperacumulador de Ni Alyssum serpyllifolium subsp. lusitanicum (A. pintodasilvae; M, S y L), una población de hiperacumulador de Ni A. serpyllifolium subsp. malacitanum (A. malacitanum; SB), y una población del no hiperacumulador A. serpyllifolium subsp. serpyllifolium (A. serpyllifolium; SN).[9]